# Mariaud
Mariaud est une localité de Prads-Haute-Bléone et une ancienne commune française, située dans le département des Alpes-de-Haute-Provence en région Provence-Alpes-Côte d'Azur.
La commune a été rattachée le 1er avril 1973 à Prads en tant que commune associée (Prads devenant plus tard Prads-Haute-Bléone) et a conservé ce statut jusqu'au 1er mai 1987, date de sa fusion complète avec sa commune de rattachement.

## Géographie
La commune avait une superficie de 29,23 km2.

## Histoire
La localité apparaît pour la première fois dans les chartes en 1218, sous le nom de Mariano, puis de Mariaudo en 1319. Selon Ernest Nègre, le toponyme est tiré du nom propre romain Marianus, et a évolué sous l’attraction du provençal maridado, la mariée. L’Ordre du Temple y aurait eu un établissement (prieuré ou grange). La commune dispose d’un consulat dès 1237.
Au XXe siècle le chef-lieu est transféré du hameau de Vière à celui de Saume-Longe. Le lieu apparaît dans le film de Luc Moullet, Les Terres noires, en 1961. 
Par arrêté préfectoral du 30 mars 1973, la commune de Mariaud est rattachée, le 1er avril 1973 à la commune de Prads par fusion-association. Cette fusion-association est transformée le 1er mai 1987 en fusion simple par arrêté préfectoral du 27 avril 1987.
Catastrophe aérienne - Le 24 mars 2015, l'Airbus A320 du vol 9525 Germanwings s'écrase dans le ravin du Rosé, près de la limite administrative de la commune du Vernet, avec 150 personnes à bord.

## Administration

### Liste des maires
| Période                                  | Période | Identité | Étiquette | Qualité             |
| ---------------------------------------- | ------- | -------- | --------- | ------------------- |
| Les données manquantes sont à compléter. |         |          |           |                     |
|                                          |         | ROUX     |           | en exercice en 1961 |

### Liste des maires délégués
| Période                                  | Période | Identité | Étiquette | Qualité |
| ---------------------------------------- | ------- | -------- | --------- | ------- |
| Les données manquantes sont à compléter. |         |          |           |         |
|                                          | 1987    |          |           |         |

## Démographie
| 1793 | 1800 | 1806 | 1821 | 1831 | 1836 | 1841 | 1846 | 1851 |
| ---- | ---- | ---- | ---- | ---- | ---- | ---- | ---- | ---- |
| 158  | 92   | 137  | 150  | 165  | 162  | 161  | 153  | 151  |

| 1856 | 1861 | 1866 | 1872 | 1876 | 1881 | 1886 | 1891 | 1896 |
| ---- | ---- | ---- | ---- | ---- | ---- | ---- | ---- | ---- |
| 150  | 145  | 142  | 124  | 116  | 124  | 116  | 115  | 102  |

| 1901 | 1906 | 1911 | 1921 | 1926 | 1931 | 1936 | 1946 | 1954 |
| ---- | ---- | ---- | ---- | ---- | ---- | ---- | ---- | ---- |
| 103  | 97   | 69   | 35   | 34   | 20   | 21   | 19   | 28   |

| 1962 | 1968 | 1975 | 1982 | - | - | - | - | - |
| ---- | ---- | ---- | ---- | - | - | - | - | - |
| 18   | 19   | -    | -    | - | - | - | - | - |

Histogramme

(élaboration graphique par Wikipédia)